# Typhlodromus moraesi
Typhlodromus moraesi är en spindeldjursart som beskrevs av Kreiter och Edward A. Ueckermann 2002. Typhlodromus moraesi ingår i släktet Typhlodromus och familjen Phytoseiidae. Inga underarter finns listade i Catalogue of Life.